# ATP de Antália
O ATP de Antália – ou Antalya Open, na última edição – foi um torneio de tênis profissional masculino, de nível ATP 250.
Realizado em Antália, no sul da Turquia, estreou em 2017 Após 2019, foi substituído por Maiorca. e durou três edições. Depois de apenas um ano de hiato, retornou em 2021, em outro local e piso, mas com licença de apenas um ano. Os jogos eram disputados em quadras duras durante o mês de janeiro.

## Finais

### Simples
| Ano                           | Campeão        | Vice-campeão      | Resultado       |
| ----------------------------- | -------------- | ----------------- | --------------- |
| 2021                          | Alex de Minaur | Alexander Bublik  | 2–0, ab.        |
| Torneio não realizado em 2020 |                |                   |                 |
| 2019                          | Lorenzo Sonego | Miomir Kecmanović | 56–7, 7–65, 6–1 |
| 2018                          | Damir Džumhur  | Adrian Mannarino  | 6–1, 1–6, 6–1   |
| 2017                          | Yūichi Sugita  | Adrian Mannarino  | 6–1, 7–64       |

### Duplas
| Ano                           | Campeões                              | Vice-campeões                  | Resultado         |
| ----------------------------- | ------------------------------------- | ------------------------------ | ----------------- |
| 2021                          | Nikola Mektić Mate Pavić              | Ivan Dodig Filip Polášek       | 6–2, 6–4          |
| Torneio não realizado em 2020 |                                       |                                |                   |
| 2019                          | Jonathan Erlich Artem Sitak           | Ivan Dodig Filip Polášek       | 6–3, 6–4          |
| 2018                          | Marcelo Demoliner Santiago González   | Sander Arends Matwé Middelkoop | 7–5, 66–7, [10–8] |
| 2017                          | Robert Lindstedt Aisam-ul-Haq Qureshi | Oliver Marach Mate Pavić       | 7–5, 4–1, ab.     |